# Kenny Cresswell
Kenneth "Kenny" Grant Cresswell (Invercargill, 4 de junho de 1958) é um ex-futebolista neozelandês, que atuava como meia-atacante.

## Carreira
Kenny Cresswell fez parte do elenco da histórica Seleção Neozelandesa de Futebol da Copa do Mundo de 1982. 